# Blanes

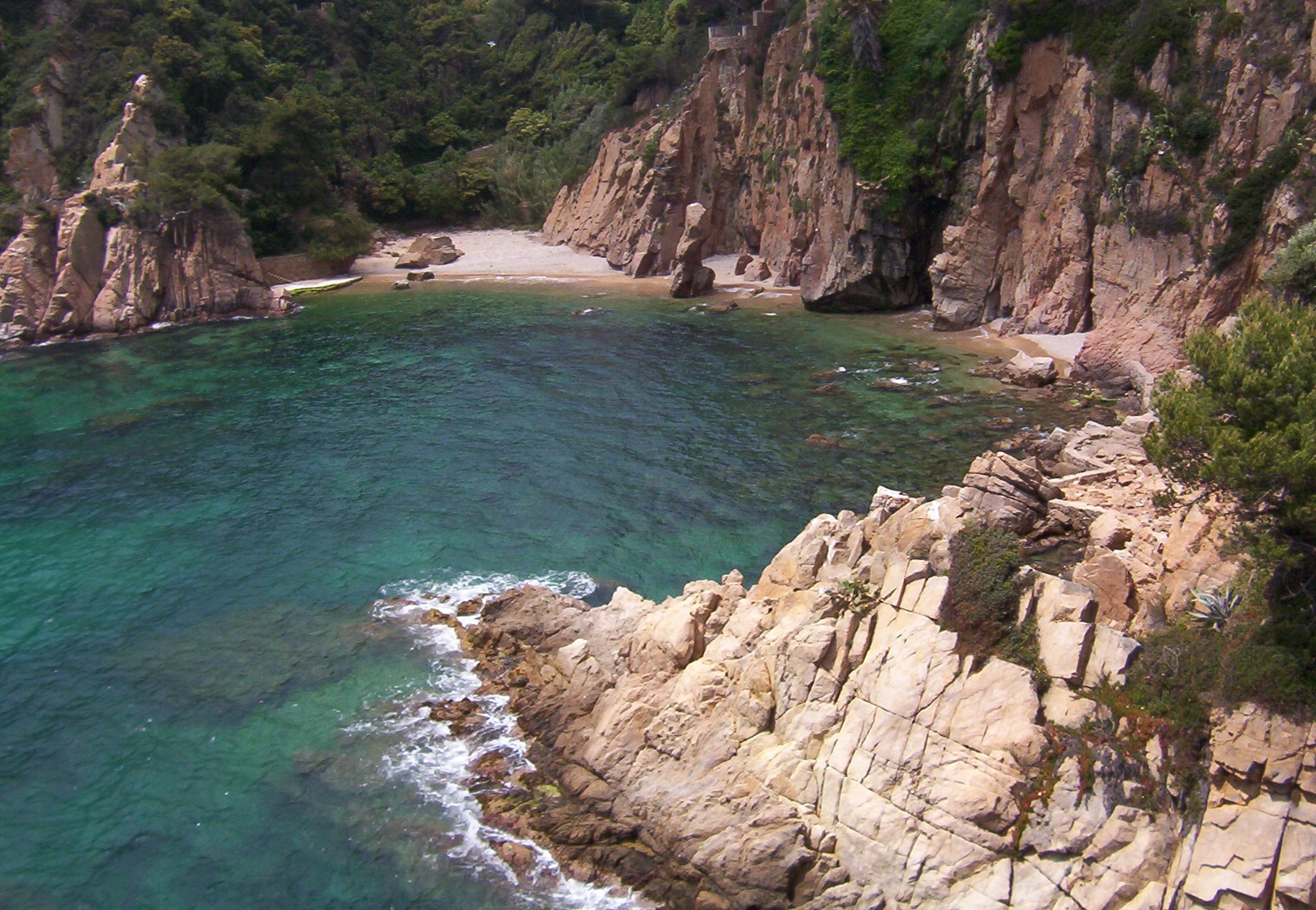
Baía rochosa em Blanes

Blanes é um município da Espanha na comarca de Selva, província de Girona, comunidade autónoma da Catalunha. Tem 17,89 km² de área e em 2021 tinha 40 274 habitantes (densidade: 2 251,2 hab./km²).
Viveu ali muito tempo Roberto Bolaño, escritor chileno, no Carrrer Ample, uma rua do centro de Blanes, onde comprou um andar modernista.

## Demografia
| Variação demográfica do município entre 1991 e 2004 | Variação demográfica do município entre 1991 e 2004 | Variação demográfica do município entre 1991 e 2004 | Variação demográfica do município entre 1991 e 2004 |
| --------------------------------------------------- | --------------------------------------------------- | --------------------------------------------------- | --------------------------------------------------- |
| 1991                                                | 1996                                                | 2001                                                | 2004                                                |
| 25663                                               | 27713                                               | 30693                                               | 35577                                               |